# مطثية خادعة
مطثية خادعة[بحاجة لمصدر] (الاسم العلمي: Clostridium fallax) هي نوع من البكتيريا يتبع جنس المطثية من الفصيلة المطثاوية.